# Mistrzostwa Świata w Szermierce 2025
Mistrzostwa świata w szermierce 2025 odbyły się w dniach 22–30 lipca 2025 roku w hali Pałac Olimpijski  w Tbilisi. W programie znalazło się dwanaście konkurencji, po sześć dla kobiet i mężczyzn.

## Klasyfikacja medalowa
| Miejsce | Reprezentacja                    | Złoto | Srebro | Brąz | Razem |
| ------- | -------------------------------- | ----- | ------ | ---- | ----- |
| 1       | Francja                          | 2     | 3      | 1    | 6     |
| 2       | Stany Zjednoczone                | 2     | 1      | 0    | 3     |
| 3       | Włochy                           | 2     | 0      | 4    | 6     |
| 4       | Japonia                          | 2     | 0      | 1    | 3     |
| –       | Indywidualni sportowcy neutralni | 1     | 2      | 0    | 3     |

Pałac Olimpijski w Tbilisi

| 5       | Ukraina                          | 1     | 0      | 2    | 3     |
| 6       | Gruzja*                          | 1     | 0      | 0    | 1     |
| 6       | Hongkong                         | 1     | 0      | 0    | 1     |
| 8       | Węgry                            | 0     | 3      | 3    | 6     |
| 9       | Korea Południowa                 | 0     | 1      | 2    | 3     |
| 10      | Estonia                          | 0     | 1      | 1    | 2     |
| 11      | Polska                           | 0     | 1      | 0    | 1     |
| 12      | Egipt                            | 0     | 0      | 1    | 1     |
| 12      | Rumunia                          | 0     | 0      | 1    | 1     |
| 12      | Chiny                            | 0     | 0      | 1    | 1     |
| 12      | Kazachstan                       | 0     | 0      | 1    | 1     |
| Razem   | Razem                            | 12    | 12     | 18   | 42    |

## Medaliści

### Mężczyźni
| Złoto                                                                         | Srebro                                                                               | Brąz                                                                                  |
| Floret                                                                        |                                                                                      |                                                                                       |
| Ryan Choi                                                                     | Kirill Borodachev                                                                    | Gergő Szemes Maxime Pauty                                                             |
| Włochy · Guillaume Bianchi · Alessio Foconi · Filippo Macchi · Tommaso Marini | Stany Zjednoczone · Nick Itkin · Bryce Louie · Alexander Massialas · Gerek Meinhardt | Węgry · Dániel Dósa · Andor Mihályi · Gergő Szemes · Gergely Tóth                     |
| Szpada                                                                        |                                                                                      |                                                                                       |
| Kōki Kanō                                                                     | Gergely Siklósi                                                                      | Masaru Yamada Nikita Koshman                                                          |
| Japonia · Seiya Asami · Koki Kano · Akira Komata · Masaru Yamada              | Węgry · Tibor Andrásfi · Zsombor Keszthelyi · Máté Koch · Gergely Siklósi            | Kazachstan · Ruslan Kurbanov · Elmir Alimzhanov · Kirill Prokhodov · Vadim Sharlaimov |
| Szabla                                                                        |                                                                                      |                                                                                       |
| Sandro Bazadze                                                                | Jean-Philippe Patrice                                                                | Ahmed Hesham Luca Curatoli                                                            |
| Włochy · Luca Curatoli · Michele Gallo · Matteo Neri · Pietro Torre           | Węgry · Csanád Gémesi · Nikolász Iliász · Krisztián Rabb · Áron Szilágyi             | Rumunia · Vlad Covaliu · George Dragomir · Radu Nițu · Răzvan Ursachi                 |

### Kobiety
| Złoto                                                                                         | Srebro | Brąz                                                                      |
| Floret                                                                                        | |                                                                           |
| Lee Kiefer                                                                                    | Pauline Ranvier | Anna Cristino Martina Favaretto                                           |
| Stany Zjednoczone · Emily Jing · Lee Kiefer · Jaelyn Liu · Lauren Scruggs                     | Francja · Anita Blaze · Éva Lacheray · Morgane Patru · Pauline Ranvier                                                 | Włochy · Anna Cristino · Arianna Errigo · Martina Favaretto · Alice Volpi |
| Szpada                                                                                        | |                                                                           |
| Vlada Kharkova                                                                                | Katrina Lehis | Irina Embrich Song Se-ra                                                  |
| Francja · Marie-Florence Candassamy · Alexandra Louis-Marie · Lauren Rembi · Éloïse Vanryssel | Indywidualni sportowcy neutralni · Milen Bavuge Khabimana · Iana Bekmurzova · Aizanat Murtazaeva · Kristina Yasinskaya | Korea Południowa · Kim Hyang-eun · Lee Hye-in · Lim Tae-hee · Song Se-ra  |
| Szabla                                                                                        | |                                                                           |
| Jana Jegorian                                                                                 | Zuzanna Cieślar | Pan Qimiao Alina Komaszczuk                                               |
| Francja · Sara Balzer · Faustine Clapier · Sarah Noutcha · Toscane Tori                       | Korea Południowa · Choi Se-bin · Jeon Ha-young · Kim Jeong-mi · Seo Ji-yeon                                            | Węgry · Sugár Katinka Battai · Renáta Katona · Liza Pusztai · Luca Szűcs  |